# رنارس اوشچینس
رنارس اوشچینس (لتونیایی: Renārs Uščins؛ زادهٔ ۲۹ آوریل ۲۰۰۲) بازیکن هندبال لتونی‌تبار اهل آلمان است.